# Циммерны
Циммерны (нем. Herren / Grafen von Zimmern) — влиятельный швабский дворянский род в юго-восточной Германии, в 1538 г. возведённый в графское достоинство и пресекшийся в мужском колене в 1594 г. В современном мире их имя известно, прежде всего, благодаря семейной хронике, написанной Фробеном Кристофом фон Циммерном в середине XVI в.

## Исторический очерк
Существование Циммернов документально прослеживается с 1080 г., хотя они сами возводили свой род к древнему племени кимвров, указывая на сходство написания (Cimbri → Zimbern / Zimmern). Их изначальные владения «пред лесом» (нем.  Herrschaft vor Wald, имеется в виду Шварцвальд) находились в окрестностях деревень Зеедорф (часть современной общины Дуннинген) и (Херрен-)циммерн (часть общины Бёзинген (Роттвайль)) в современном округе Ротвайль, где и по сей день сохранились руины старого родового замка Херренциммерн.
В первой половине XIV в. Циммерны — посредством брачного союза Вернера фон Циммерна с Анной фон Рордорф (Anna Truchsessin von Rohrdorf, из побочной линии Вальдбургов) — получили в собственность владение Месскирх, окончательно закреплённое за ними в купчей 1354 г. В период с 1398 по 1415 гг. им удалось также приобрести расположенное неподалёку владение Вильденштайн, что укрепило их позиции в регионе.
В 1462 г. к Циммернам перешло управление габсбургского города Оберндорф.
Однако уже 1488 г., в ходе изначально регионального конфликта с соседними дворянскими родами, так называемого Верденбергского спора, разросшегося до размеров имперской политики, Иоганн Вернер фон Циммерн-старший попал в опалу, а все владения Циммернов — за исключением принадлежавшего его дяде Готтфриду родового имения «пред лесом» в Зеедорфе — отошли правившей в Зигмарингене побочной линии Верденбергов. Лишь в 1503 г. Иоганн Вернер фон Циммерн-младший смог отвоевать Месскирх.
После смерти Готтфрида фон Циммерна в мае 1508 г. владения были разделены между тремя братьями:
- старшему Иоганну Вернеру фон Циммерну-младшему отошло владение Месскирх,
- средний Готтфрид Вернер получил владение «пред лесом», Оберндорф, а также Хильцинген и земли на полуострове Хёри (Боденское озеро),
- младший Вильгельм Вернер отказывался от наследства в пользу ежегодной ренты и пребенды члена домского капитула (статус, который ему обещали «достать» братья).

Вильденштайн остался общим владением, но под контролем старших братьев; не был разделён и Херренциммерн, находившийся в руках Генриха фон Циммерна, незаконного сына Готтфрида фон Циммерна, дворянское происхождение которого, однако, было признано императором Максимилианом. С течением времени Генрих фон Циммерн, ввиду финансовых проблем, был вынужден уступить все свои владения кузенам, а Готтфрид Вернер фон Циммерн смог сосредоточить в своих руках управление Вильденштайном, придав замку Вильденштайн его современный вид. Вильгельм Вернер, после ухода на пенсию с поста судьи Камерального суда, выкупил замок Херренциммерн, устроив в нём обширную библиотеку и вызывавший интерес современников Кабинет редкостей (позже перешёл в собственность Фердинанда II).
В 1538 г., в первую очередь, усилиями Вильгельма Вернера фон Циммерна, председательствовавшего в Имперском камеральном суде, все трое братьев были возведены в графское достоинство.
В связи с этим возвышением рода, сын Иоганна Вернера, Фробен Кристоф составил в 1540—1560 гг. знаменитую семейную хронику, прославляющую древность фон Циммернов и фиксирующую их территориальные претензии.
Единственный мужской наследник рода, сын Фробена Кристофа, Вильгельм, скончался, не оставив детей, в 1594 г. в возрасте 44 лет, что вместе с тем означало пресечение рода в мужском колене. Его восемь сестёр, разделив наследство, продали большую часть родовых владений: так, владение «пред лесом» отошло, в основном, городу Ротвайль, Оберндорф вернулся к Габсбургам, а владение Месскирх с Вильденштайном за 400 000 гульденов было продано графам Хельфенштайн-Гундельфинген, и затем унаследовано Фюрстенбергами.

## Известные представители

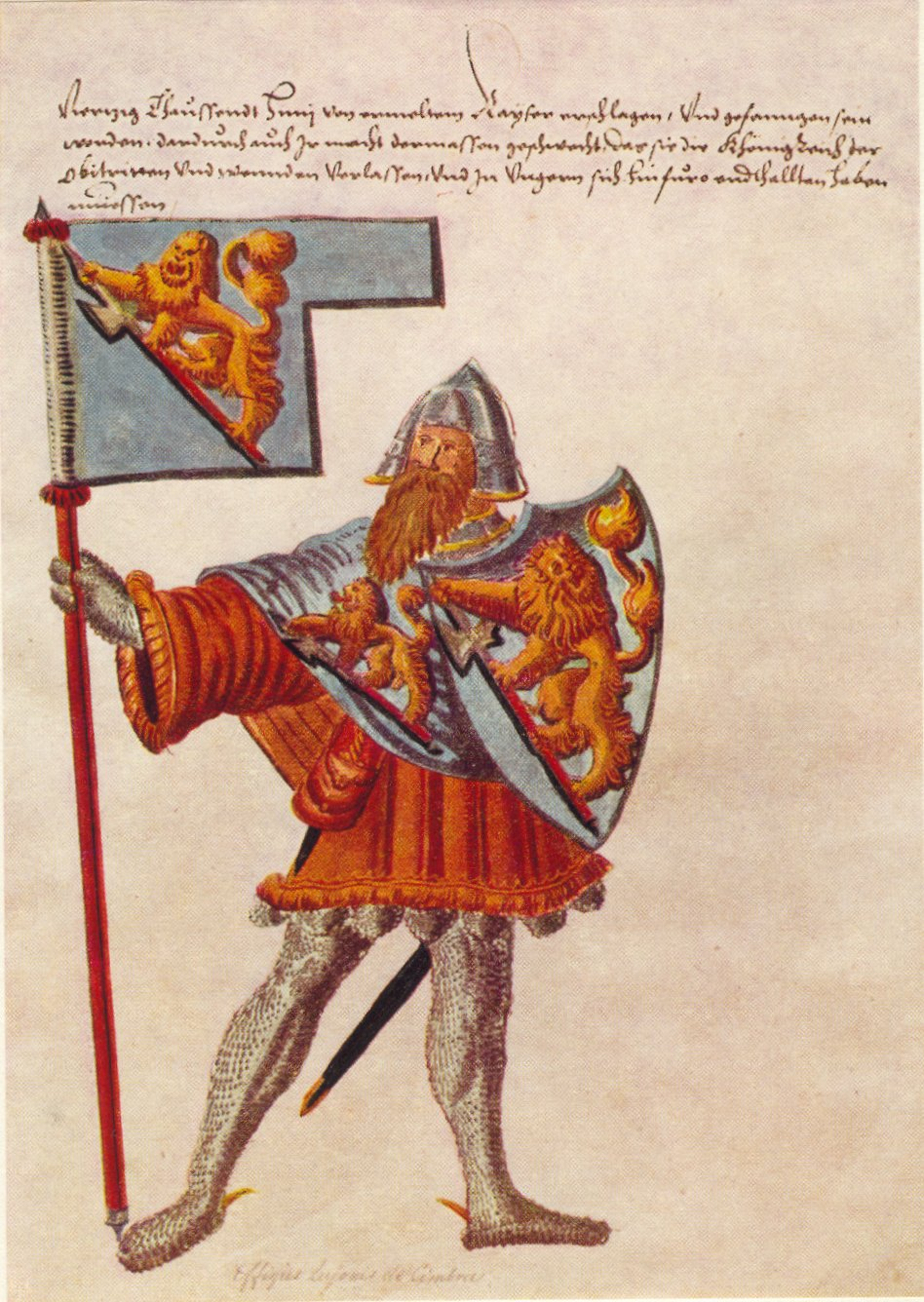
Луссо фон Циммерн, предполагаемый родоначальник Циммернов (Хроника графов фон Циммерн)

- Конрад фон Циммерн, 44 аббат Райхенау с 1234 по 1255 гг.
- Катарина фон Циммерн (1478—1547), последняя аббатиса монастыря Фраумюнстер в Цюрихе
- Иоганн Вернер фон Циммерн-младший (1480—1548), смог вернуть семейные владения после многих лет имперской опалы
- Готтфрид Вернер фон Циммерн (1484—1554), поэт; придал замкам Месскирх и Вильденштайн их современный вид
- Вильгельм Вернер фон Циммерн (1485—1575), историк и председательствующий судья Имперского камерального суда в Шпайере
- Генрих фон Циммерн (ок. 1500), перестроил замок Херренциммерн, который был его резиденцией
- Фробен Кристоф фон Циммерн (1519—1566), автор Хроники графов фон Циммерн
- Готтфрид Кристоф фон Циммерн (1524—1570), член домского капитула в Констанце и в Страсбурге
- Вильгельм фон Циммерн (1549—1594), «Ультимус», последний граф Циммерн